# 'Ain Ghazal
'Ain Ghazàl (in arabo ﻋﻴﻦ غزال‎?, ʿAyn Ghazāl, "Fonte della gazzella") è  un insediamento neolitico rinvenuto nella parte nord-orientale dell'odierna Giordania, presso Amman.
Fu abitato tra il 7250 a.C. e il 5000 a.C. circa, nel neolitico preceramico B, e si estende per 15 ettari, costituendo uno dei più ampi abitati preistorici conosciuti nel Medio Oriente.

## Storia degli scavi
Il sito venne individuato nel 1974, durante la costruzione di una strada nella zona. Gli scavi archeologici furono condotti negli anni 1982-1985, 1988-1989 e 1993-1996 e ancora nel 1998, sotto la direzione di Gary O. Rollefson.

## Insediamento
Ai suoi inizi, intorno al 7000 a.C., il sito si estendeva per 10-15 ettari ed era occupato da circa 3 000 abitanti, da quattro a cinque volte il numero della contemporanea Gerico. Intorno al 6500 a.C., tuttavia, la popolazione decrebbe nel giro di poche generazioni a circa un sesto, a causa delle mutate condizioni ambientali provocate dal disboscamento .
Alle sue origini si trattava di un tipico villaggio del neolitico preceramico, collocato su una terrazza naturale affacciata sulla valle. Le abitazioni erano costruite con mattoni di fango di forma parallelepipeda ed erano costituite da un ambiente quadrato preceduto da una piccola anticamera. I muri erano intonacati con fango all'esterno e con intonaco a calce all'interno, rinnovato ogni pochi anni.
Era praticata l'agricoltura, con la coltivazione di cereali (orzo e specie antiche di grano) e legumi (piselli, fagioli, lenticchie e ceci) in campi fuori dal villaggio, ed erano allevati greggi di capre. Il cibo era integrato anche dalla caccia (daini, gazzelle, maiali selvatici e altri).

## Cultura
Gli abitanti di 'Ain Ghazal seppellivano alcuni dei loro morti al di sotto del suolo delle loro case, spesso con il cranio deposto in un profondo pozzetto separato, altri nei terreni che circondavano il villaggio. Resti umani sono stati trovati anche nei pozzetti scavati per la deposizione dei rifiuti, dimostrando che cerimonie di sepoltura erano riservate solo ad alcuni defunti, ma non è chiaro in base a quali criteri.
Nelle vicinanze di alcune strutture, che potrebbero aver avuto una funzione differenziata e rituale, sono state rinvenute seppellite ritualmente in pozzetti delle sculture che raffigurano figure umane di grandezza circa metà del naturale. Le sculture erano modellate con gesso bianco, su una struttura interna fatta con fasci di ramoscelli, ed hanno abiti e capelli dipinti e in alcuni casi tatuaggi o pittura corporea. Gli occhi erano realizzati con conchiglie di Cypraea e pupille in bitume.
Sono state rinvenute 32 figure in gesso (15 a figura intera, 15 busti e 2 teste frammentarie). Tre dei busti avevano una doppia testa, ma il significato di questa raffigurazione non è chiaro.

### Rapporti delle campagne di scavo
- Campagna di scavo del 1982:
  - Gary O. Rollefson, A. Leonard jr., "Escavations at PPNB 'Ain Ghazal", in Annual of the Department of Antiquities of Jordan, 26, 1982, pp. 411–413.
  - "The 1982 Season at ‘Ain Ghazal: Preliminary Report", in Annual of the Department of Antiquities of Jordan, 27, 1983, pp. 1–15.
  - Gary O. Rollefson, E. Banning, B. Byrd, Zeidan Kafafi, Ilse Köhler Rollefson, D. Petocz, S. Rolston, L. Villiers, "Excavations at the PPNB Village of 'Ain Ghazal (Jordan) 1982", in Mitteilungen der Deutschen Orient Gesellshaft, 116, 1984, pp. 139–183.
- Campagna di scavo del 1983:
  - Gary O. Rollefson, Alan H. Simmons, "The 1983 Season at ‘Ain Ghazal: Preliminary Report". in Annual of the Department of Antiquities of Jordan 28, 1984, pp. 13–30.
  - Gary O. Rollefson, Alan H. Simmons, M. Donaldson, W. Gillespie, Zeidan Kafafi, Ilse Köhler Rollefson, E. McAdam, S. Rolston, "Excavations at the PPNB 'Ain Ghazal (Jordan) 1983, in Mitteilungen der Deutschen Orient Gesellshaft, 117, 1985, pp. 69-116.
  - Gary O. Rollefson, Alan H. Simmons, "The Neolithic Village of 'Ain Ghazal, Jordan. Preliminary Report on the 1983 Season", in Bulletin of the American Schools of Oriental Research, supplement 23, 1985, pp. 35–52.
- Campagne di scavo del 1982-1983:
  - Alan H. Simmons, Gary O. Rollefson, "Neolithic 'Ain Ghazal (Jordan). Interim Report on the First Two Seasons. 1982-1983", in Journal of Field Archaeology, 11, 1984, pp. 387–395 (abstract on-line, (EN) ).
  - Alan H. Simmons, Gary O. Rollefson, "PPNB ‘Ain Ghazal: Excavations in 1982 and1983", in Liber Annus, 34, 1984, pp. 428–430.
- Campagna di scavo del 1984:
  - Gary O. Rollefson, Alan H. Simmons, "The 1984 Season at ‘Ain Ghazal: Preliminary Report", in Annual of the Department of Antiquities of Jordan, 29, 1985, pp. 11–30.
  - Gary O. Rollefson, Alan H. Simmons, "The Neolithic Village of 'Ain Ghazal, Jordan. Preliminary Report on the 1984 Season", in Bulletin of the American Schools of Oriental Research, supplement 24, 1986, pp. 145–164.
- Campagna di scavo del 1985:
  - Gary O. Rollefson, Alan H. Simmons, "The 1985 Season at ‘Ain Ghazal: Preliminary Report", in Annual of the Department of Antiquities of Jordan 30, 1986, pp. 41–56 e 431-432.
  - Gary O. Rollefson, Alan H. Simmons, "The Neolithic Village of 'Ain Ghazal, Jordan. Preliminary Report on the 1985 Season", in Bulletin of the American Schools of Oriental Research supplement 25, 1987, pp. 93–106.
- Campagne di scavo del 1983-1985:
  - Gary O. Rollefson, "'Ain Ghazal 1983-1985", in Archiv für Orientforschung, 33, 1986, pp. 149–152.
- Campagna di scavo del 1988:
  - Gary O. Rollefson, Alan H. Simmons, Zeidan Kafafi, "The 1988 Season at ‘Ain Ghazal: Preliminary Report", in Annual of the Department of Antiquities of Jordan, 33, 1989, pp. 9–26.
  - Gary O. Rollefson, Alan H. Simmons, Zeidan Kafafi, "The Neolithic Village of ‘Ain Ghazal, Jordan: Preliminary Report on the 1988 Season", in Bulletin of the American Schools of Oriental Research supplement 27, 1990, pp. 95–116.
- Campagna di scavo del 1989:
  - Gary O. Rollefson, Alan H. Simmons, Zeidan Kafafi, "The 1989 Season at ‘Ain Ghazal: Preliminary Report", in Annual of the Department of Antiquities of Jordan, 34, 1990, pp. 11–25.
  - Gary O. Rollefson, Alan H. Simmons, Zeidan Kafafi, "The Neolithic Village of ‘Ain Ghazal, Jordan: Preliminary Report on the 1989 Season", in Annual of the American Schools of Oriental Research, 51, 1993, pp. 107–126.
- Campagne di scavo del 1988-1989:
  - Gary O. Rollefson, Alan H. Simmons, Zeidan Kafafi, "Excavations at Neolithic ‘Ain Ghazal, 1988-1989 Seasons", in Syria, 70, 1993, pp. 225–230.
- Campagna di scavo del 1993:
  - Gary O. Rollefson, Zeidan Kafafi, "The 1993 Excavations at ‘Ain Ghazal: Preliminary Report", in Annual of the Department of Antiquities of Jordan, 38, 1994.
- Campagna di scavo del 1994:
  - Gary O. Rollefson, Zeidan Kafafi, "The 1994 Excavations at ‘Ain Ghazal: Preliminary Report", in Annual of the Department of Antiquities of Jordan, 39, 1995, pp. 13–29.
- Campagne di scavo del 1993-1994:
  - Gary O. Rollefson, Zeidan Kafafi, "'Ain Ghazal 1993-1994", in Biblical Archaeologist, 57,4, 1994, pp. 239–241.
  - Gary O. Rollefson, Zeidan Kafafi, "'Ain Ghazal 1993-1994", in M. Piccirillo (a cura di), "Ricerca storico-archeologica in Giordania", in Liber Annus, 44, 1994, pp. 621–623.
  - Gary O. Rollefson, Zeidan Kafafi, "Land Use at ‘Ain Ghazal: Evidence from the 1993-1994 Excavation Season", in Studies in the History and Archaeology of Jordan 6, Amman 1996, pp. 235–240.
- Campagna di scavo del 1995:
  - Gary O. Rollefson, Zeidan Kafafi, "The 1995 Excavations at ‘Ain Ghazal: Preliminary Report", in Annual of the Department of Antiquities of Jordan, 40, 1996, pp. 11–28.
  - Gary O. Rollefson, "'Ain Ghazal Excavations 1995", in Neo-Lithics 2, 1995, pp. 7–8.
- Campagna di scavo del 1996:
  - Gary O. Rollefson, Zeidan Kafafi, "The 1996 Excavations at ‘Ain Ghazal: Preliminary Report", in Annual of the Department of Antiquities of Jordan, 41, 1997, pp. 27–48.
  - Gary O. Rollefson, Zeidan Kafafi, "'Ain Ghazal Excavations 1996", in Biblical Archaeologist, 54,4, 1996, p. 238.
  - Gary O. Rollefson, Zeidan Kafafi, "'Ain Ghazal Excavations (1996). Unearth Neolithic ‘Temples’", in Occident & Orient 1(2), 1996, pp.4-5.
- Campagna di scavo del 1998:
  - Gary O. Rollefson, Zeidan Kafafi, "The 1998 Excavation Season at ‘Ain Ghazal Neolithic Village", in Occident & Orient 3(2), 1998, p. 15.

### Altri articoli sul sito e sulla sua interpretazione
- Gary O. Rollefson, "The Neolithic Village of 'Ain Ghazal", in Archiv für Orientforschung, 29, 1983, pp. 243–244.
- Gary O. Rollefson, "Ritual and Ceremony at Neolithic 'Ain Ghazal (Jordan)", in Paleorient, 9 (2), 1983, pp. 29–38.
- Gary O. Rollefson, "Early Neolithic Statuary from 'Ain Ghazal (Jordan)", in Mitteilungen der Deutschen Orient Gesellshaft, 116, 1984, pp. 185–192.
- E. B. Banning, Brian F. Byrd, "The Architecture of PPNB 'Ain Ghazal, Jordan", in Bulletin of the American Schools of Oriental Research, 255, estate 1984, pp. 15–20.
- K. W. Tubb, "Preliminary Report on the 'Ain Ghazal Statues", in Mitteilungen der Deutschen Orient Gesellshaft, 117, 1985, pp. 117–134.
- Gary O. Rollefson, "Neolithic 'Ain Ghazal (Jordan). Ritual and Ceremony II", in Paleorient, 12,1, 1986, pp. 45–52.
- Gary O. Rollefson, "Local and Regional Relations in the Levantine PPN Period. 'Ain Ghazal Jordan as a Regional Center", in A. Hadidi (a cura di), Studies in the History and Archaeology of Jordan 3, Amman 1987, pp. 29–32.
- Alan H. Simmons, Ilse Köhler Rollefson, Gary O. Rollefson, R. Mandel, Zeidan Kafafi, "'Ain Ghazal. A Major Neolithic Settlement in Central Jordan", in Science, 240, 1988, pp. 35–39.
- Gary O. Rollefson, Alan H. Simmons, "The Neolithic Settlement at 'Ain Ghazal", in A. Garrard, H. Gebel (a cura di), The Prehistory of Jordan (British Archaeological Reports 396), 1988, pp. 393–421.
- Gary O. Rollefson, "The Aceramic Neolithic of the Southern Levant: The View from ‘Ain Ghazal", in Paleorient, 15,1, 1989, pp. 135–140.
- Gary O. Rollefson, Alan H. Simmons, Zeidan Kafafi, "Burial Practices at Neolithic ‘Ain Ghazal", in Bulletin de la Société d'Anthropologie de Sud-Ouest, 24.2, 1989, pp. 115–122.
- Gary O. Rollefson, Alan H. Simmons (et al.), "A Plastered Human Skull from Neolithic ‘Ain Ghazal, Jordan", in Journal of Field Archaeology, 17,1, 1990, pp. 107–110.
- Gary O. Rollefson, "The Uses of Plaster at Neolithic 'Ain Ghazal, Jordan", in Archaeomaterials, 41, 1990, pp. 33–54.
- Gary O. Rollefson, Ilse Köhler Rollefson, "The Impact of Neolithic Subsistence Strategies on the Environment. The Case of ‘Ain Ghazal, Jordan, in S. Bottema (et al., a cura di), Man's Role in the Shaping of the Eastern Mediterranean Landscape, Rotterdam 1990, pp.3-14.
- Gary O. Rollefson, Alan H. Simmons, Zeidan Kafafi, "Neolithic Cultures at 'Ain Ghazal, Jordan", in Journal of Field Archaeology, 19,4, inverno 1992, pp. 443–470 (testo on-line[collegamento interrotto] in  (PDF)).
- Gary O. Rollefson, "'Ain Ghazal", in P. Bikai (a cura di), ACOR: The First 25 Years, American Center of Oriental Research, Amman 1993, pp. 38–39.
- K. Tubb, Carol A. Grissom, "'Ain Ghazal. A Comparative Study of the 1983 and 1985 Statuary Caches", in K. 'Amr, D. Zayadine, M. Zaghloul (a cura di), Studies in the History and Archaeology of Jordan, Jordan Press Foundation, Amman 1995, pp. 437–447.
- Gary O. Rollefson, "The Neolithic Devolution: Ecological Impact and Cultural Compensation at ‘Ain Ghazal, Jordan", in J. Seger (a cura di), Retrieving the Past: Essays on Archaeological Research and Methodology in Honor of Gus W. Van Beek, Eisenbrauns, Winona Lake 1996, pp. 219–230.
- Gary O. Rollefson, "Neolithic ‘Ain Ghazal in Its Landscape", in Studies in the History and Archaeology of Jordan 6, Amman 1996, pp. 241–244.
- Gary O. Rollefson, Zeidan Kafafi, "Le village néolithique d'Ain Ghazal", in E. Delpont (a cura di), Jordanie: Sur les Pas des Archéologues, Institut du Monde Arabe, Paris 1997, pp. 34–39.
- Gary O. Rollefson, "Changes in Architecture and Social Organization at 'Ain Ghazal", in H. Gebel, Zeidan Kafafi, Gary O. Rollefson (a cura di), The Prehistory of Jordan II, Berlin 1997, pp. 287–307.
- Gary O. Rollefson,  P. Griffin, Carol Grissom, "Three Late Eighth Millennium Plastered Faces from ‘Ain Ghazal, Jordan", in Paléorient, 24,1, 1998, pp. 59–70.
- Gary O. Rollefson, "Ritual and Social Structure at Neolithic 'Ain Ghazal", in Ian Kuijt (a cura di) Life in Neolithic Farming Communities. Social Organization, Identity and Differentiation, New York 2000, pp. 165–190.
- Gary O. Rollefson, "The Statuary from ‘Ain Ghazal, Jordan", in A. Weyer (a cura di), Saving Cultural Heritage. Projects Around the Mediterranean (Hornemann Institute Series 3), Glöss Verlag, Hamburg 2000, pp. 101–110. Hamburg (anche edizione in tedesco come "Die Figuren aus ‘Ain Ghazal, Jordanien", ed edizione francese, come "Les Statues de ‘Ain Ghazal, Jordanie").
- Carol A. Grissom, "Neolithic Statues from 'Ain Ghazal: Construction and Form", in American Journal of Archaeology, 104,1, gennaio 2000, pp. 25–46 (abstract e testo scaricabile in  (PDF)).